# Radio Pinti
Radio Pinti es el segundo álbum de estudio de Charly García en conjunto con el músico argentino Pedro Aznar. El concepto del disco pertenece a García, Aznar y Enrique Pinti, quien se encarga del rap y la locución dentro del mismo, y cuenta con la participación del dúo Illya Kuryaki and the Valderramas en la canción «Rap del cantapitiño». Fue grabado y mezclado por Peter Baleani y Pedro Aznar entre enero y abril de 1991.

## Historia
El disco iba a llamarse en principio Tango 2 ―en sucesión al disco previo Tango. Fue realizado junto a Enrique Pinti, quien a decir de Charly era «el mayor rapero de Argentina», por la velocidad con la que este habla y los temas que toca.[cita requerida]
El trabajo es anterior a Tango 4, el sucesor oficial de Tango. Las letras son monólogos de Enrique Pinti cantados por él y musicalizados por Aznar y García, excepto la canción "Rap del cantapintiño", cuya letra y música son de García y Aznar (firmado con el seudónimo de los siameses Shaka y Laka), pero es interpretado por Illya Kuryaki and the Valderramas.

## Lista de canciones
Todas las canciones escritas y compuestas por Charly García, Pedro Aznar y Enrique Pinti. 
| N.º   | Título                                               | Letras       | Música       | Duración |  |
| 1.    | «Rap de la educación»                                | Pinti        | Aznar/García | 9:24     |  |
| 2.    | «Salsa de la integración»                            | Pinti        | Aznar/García | 2:28     |  |
| 3.    | «El cantapintiño»                                    | Aznar/García | Aznar/García | 7:27     |  |
| 4.    | «Último rap en Buenos Aires (qué tendrá Argentina).» | Pinti        | Aznar/García | 3:50     |  |
| 5.    | «Dance, Pinti, dance (Baila que ti fa bene).»        | Pinti        | Aznar/García | 6:29     |  |
| 29:38 |                                                      |              |              |          |  |

## Músicos
- Enrique Pinti: raps, palabras y locución.
- Charly García: teclados, guitarras y coros.
- Pedro Aznar: computadoras, bajos, teclados y coros.
- Illya Kuryaki and the Valderramas: voces en «Rap del cantapitiño».

## Información técnica
- Asistente: Leonardo Kozlowski
- Cáterin: Lidia Boczarowa
- Idea de tapa: Charly García y Pedro Aznar
- Diseño gráfico: Alfi Baldo y Claudio Clota Ponieman
- Fotografía: Hilda Lizarazu
- Producción: Charly García y Pedro Aznar